# Kaltenmühlbach
Der Kaltenmühlbach ist ein 8,3 km langer, linker Zufluss der Tirschenreuther Waldnaab in der Oberpfalz in Bayern. Er entspringt im Hohenthaner Wald und mündet an der Kaltenmühle in die Waldnaab.

## Verlauf
Der Kaltenmühlbach entspringt auf 815 m ü. NN aus den sogenannten Drei Brunnen am Fuße des Entenbühls (901 m) an der grenznahen Silberhütte. Nach wenigen hundert Metern erreicht der kleine Bach den Weiler Altglashütte. Dort tritt er nach drei Kilometern in einen Weiher ein.
Der aus der Bifurkation links abfließende Silberbach teilt sich nach einigen Kilometern erneut; ein Teil des Wassers fließt als Urtlbach wieder dem Kaltenmühlbach zu. Der Silberbach mündet direkt in die Tirschenreuther Waldnaab.
Nachdem sich der Kaltenmühlbach nach seiner Abzweigung regeneriert hat, fließt er durch ein tiefes Tal, wo er durch Einmündung zahlreicher Bäche zu einem kleinen Fluss heranwächst. Nach einigen Bauernhöfen fließt er unter der Straße 2172 (Plößberg - Bärnau) hindurch und mündet an der Kaltenmühle in die noch junge Tirschenreuther Waldnaab.

## Zuflüsse
- Urtlbach